# Acossus
Acossus là một chi bướm đêm thuộc họ Cossidae.

## Danh sách loài
- Acossus centerensis (Lintner, 1877)
- Acossus populi (Walker, 1856)
- Acossus terebra (Denis & Schiffermüller, 1775)
- Acossus undosus (Lintner, 1878)
- Acossus viktor (Yakovlev, 2004)